# Hamsou Garba
Hamsou Garba (* 25. Dezember 1958 in Maradi; † 5. Dezember 2022 in Niamey) war eine nigrische Sängerin und Komponistin.

## Leben
Hamsou Garba war die Tochter einer Hausa aus Doguérawa und eines Zarma aus Kiota. Sie wuchs in der Hauptstadt Niamey und in deren von Zarma besiedeltem Umland auf. Ihr Interesse an Musik wurde während ihrer Grundschulzeit geweckt, als Arbeitsmigranten vom Land Tanzveranstaltungen organisierten, bei denen die Musik des damals in Niger populären Orchestre Poly-Rythmo de Cotonou gespielt wurde. Nach fünf Jahren regulärer französischsprachiger Grundschule wechselte sie auf eine weniger angesehene franko-arabische Schule, wo sie die Möglichkeit hatte zu singen. Ihre Eltern wollten sie drei Jahre später zwangsverheiraten, was sie mit der Zusage weiter eine französischsprachige Schule zu besuchen abwehren konnte. Nach zwei Jahren an einer katholischen Missionsschule schloss sie diese mit einem Zertifikat in Maschinenschreiben ab.
Garba komponierte ihr erstes Lied, Allah ka tamaïki Niger, im Jahr 1976. In der im Stadtviertel Sabongari angesiedelten Sektion der Samaria, der Jugendorganisation unter Staatschef Seyni Kountché, der sie zehn Jahre lang angehörte, hatte sie erste öffentliche Auftritte. Sie heiratete und arbeitete zunächst elf Jahre lang als Maschinenschreiberin bei der Bank BIAO. Als die BIAO 1989 mit einer anderen Bank fusionierte, sollten mehrere Angestellte entlassen werden. Garba entschied sich zu gehen und kaufte um ihre Abfindung ein Grundstück in Dosso, wo sie ein Haus baute. Sie nahm eine Arbeit als Unterhalterin im Staatsdienst an. Dabei zählte zu ihren Aufgaben, ausländische Würdenträger bei ihrer Ankunft am Flughafen Niamey mit Tanz- und Gesangsdarbietungen zu empfangen. Außerdem war sie eine Zeit lang im internationalen Handel tätig und reiste zwischen Benin, Togo und Niger, um Waren zu kaufen und zu verkaufen. Nebenher gründete sie 1991 ihre 25-köpfige Musikgruppe Anashua („Stimmung“), die in den ersten Jahren zumindest in Niamey eine gewisse Bekanntheit erlangte. Garbas Tätigkeit als Unterhalterin führte sie nun auch zu Staatsempfängen im Ausland. Sie nahm 1999 an der Amtseinführung von Präsident Olusegun Obasanjo in Nigeria und an den Jahrestagsfeierlichkeiten des Amtsantritts des libyschen Revolutionsführers Muammar al-Gaddafi sowie 2002 an der Amtseinführung des malischen Präsidenten Amadou Toumani Touré teil.
Ihr Durchbruch als einer der populärsten Musik-Stars Nigers gelang Hamsou Garba erst 2006, als sie damit begann Musik in Studios aufzunehmen und CDs zu produzieren. Ihr erstes Album Gargadi mit sieben Musiktiteln kam 2008 und ihr zweites Album Tout est possible mit elf Musiktiteln 2009  heraus. Insgesamt veröffentlichte sie zehn Alben. Neben den weiblichen Mitgliedern der Groupe Sogha galt Garba nunmehr als bekannteste Sängerin des Landes. Zur erfolgreichen Vermarktung ihrer Musik gehörten auch Auftritte auf Hochzeiten und anderen Veranstaltungen. Außerdem gründete sie 2006 einen eigenen Radiosender namens Touraki FM und wurde als Radio-Talkshow-Moderatorin aktiv. Die von ihr gesungenen Lieder komponierte sie in der Regel selbst. Neben traditionellen afrikanischen Instrumenten wie Tam-Tam, Ganga, Geige, Flöte, Kontigi und Douma verwendete sie auch moderne Instrumente wie Bass und Gitarre. Die Themen ihrer Lieder umfassen Liebe, Gesellschaftspolitik, Gesundheit und Religion. In einem 2015 erschienenen Album widmete sie die zehn Musiktitel zehn verschiedenen Frauen, darunter die Politikerinnen Aïchatou Boulama Kané und Maïkibi Kadidiatou Dandobi. Als Sprachen der Liedtexte gebrauchte sie Hausa und Zarma.
Garba engagierte sich parteipolitisch zunächst in der Nationalen Bewegung der Entwicklungsgesellschaft und folgte dann Hama Amadou in dessen 2009 erfolgter Parteiabspaltung Nigrische Demokratische Bewegung für eine Afrikanische Föderation, wo sie Mitglied der nationalen Parteiführung wurde. Hama Amadou galt als Unterstützer der Anliegen von Frauen in der nigrischen Gesellschaft. Hamsou Garba förderte seine Wahlkampagne im Vorfeld der Präsidentschaftswahlen von 2016, indem sie in satirischen Liedern seine Gegner angriff. In einem Lied wünschte sie, dass die Präsidentschaft von Mahamadou Issoufou ähnlich in Schande enden sollte wie jene von Goodluck Jonathan. Daraufhin wurde sie im Februar 2016 kurzzeitig in Haft genommen.
Hamsou Garba hatte sechs Kinder. Nachdem sie innerhalb von zwei Monaten eine Tochter und ihren Mann verloren hatte und bereits lange Zeit krank gewesen war, starb sie Ende 2022 im Alter von 63 Jahren in einem Krankenhaus in Niamey.